# 大眼华鳊
大眼华鳊（学名：Sinibrama macrops）为輻鰭魚綱鯉形目鯝科的一種，俗名大眼鲂、大眼吊。

## 分布
本於分布于台灣以及中国柳江、郁江、桂江等流域。该物种的模式产地在台湾。

## 深度
水深3至15公尺。

## 特徵
本魚體側扁且略延長，背部略為隆起。頭小，無鬚，眼大，吻短而鈍，從腹鰭基部至肛門有腹棱，鱗片中等大，側線完全，側線鱗54-60枚，背鰭鰭條7枚、臀鰭鰭條21-25枚，下咽齒3行，第1鰓弓外側鰓耙9-11枚，魚體銀灰色，背部青灰色，腹部銀白色，尾鰭叉形，體長可達22.7公分。

## 生態
本於為初期淡水魚，喜棲息於河川水流緩慢的深潭附近，在中下水層成群活動。性活潑，生性機警，易受驚嚇。屬雜食性，以水生昆蟲、小魚及藻類為主。

## 經濟利用
食用魚，適合油炸。